# Ziemovit van Dobrzyń
Ziemovit van Dobrzyń (1265 – 1312) was de jongste zoon van Casimir I van Koejavië en van zijn derde echtgenote Euphrosyn van Opole. Na het overlijden van zijn vader in 1267 leefde Ziemovit onder de protectie van zijn moeder, die tot 1275 het regentschap waarnam van het hertogdom Brześć Kujawski en Dobrzyń nad Wisłą. Rond 1287 werd het hertogdom verdeeld en werd Ziemovit alleen hertog van Dobrzyń. Als heerser over dit grenshertogdom moest hij talrijke invallen van Litouwen trotseren. In 1293 werd hij gevangengenomen, maar in 1295 lukte het hem te ontsnappen. Tijdens zijn afwezigheid bestuurde zijn broer Wladislaus de Korte het hertogdom.
Na zijn vrijlating voerde Ziemovit een zeer zelfstandige politiek. Hij huwde met Anastasia, dochter van Leo van Halitj. Mogelijk werd dit huwelijk door Wladislaus de Korte ingefluisterd. In 1300 werd Wladislaus de Korte verjaagd door Wenceslaus II van Bohemen, die zich tot koning van Polen liet kronen. Ziemovit sloot zich aan bij de nieuwe koning en zwoer hem de eed van vazal. Deze onvoorwaardelijke steun aan Wenceslaus werd niet aanvaard door Ziemovits onderdanen. In 1303 verloor hij zijn macht na een staatsgreep die werd gesteund door zijn neef Leszek van Inowrocław, en hij werd vervangen door Przemysł van Koejavië. Toen hij in 1305 opnieuw de macht greep, koos hij de zijde van zijn broer Wladislaus de Korte.
Ziemovit onderhield goede betrekkingen met zijn buren, de ridders van de Duitse Orde. Toen Brandenburg Pommerellen binnenviel, deed hij een beroep op hun hulp om de aanvaller te weerstaan. De gevolgen waren rampzalig voor Polen. Na Brandenburg verjaagd te hebben, hielden de ridders van de Duitse Orde deze streek.
In 1310 werd een banvloek uitgesproken over Ziemovit en zijn gezin, na een weigering van de hertog om tienden aan de Kerk te storten. Deze werd pas geheven in 1316, na Ziemovits overlijden.
Siemovit stierf in 1312. Uit zijn huwelijk met Anastasia had hij drie zonen, Leszek, Wladislaus en Bolesław. Omdat zij nog te jong waren, namen Anastasia en Wladislaus de Korte het regentschap waar.